# الإصلاح الاقتصادي في العراق
الإصلاح الاقتصادي في العراق يقصد به قرارات سلطة التحالف المؤقتة لتغيير اقتصاد العراق بشكل جذري في أعقاب الغزو الذي قادته الولايات المتحدة عام 2003.
كان للعراق قبل الاحتلال الأمريكي اقتصاد مخطط مركزيًا. حظرت بموجبه الملكية الأجنبية للشركات العراقية، وأديرت معظم الصناعات الكبيرة كمؤسسات مملوكة للدولة، وفرضت رسومًا جمركية كبيرة لمنع البضائع الأجنبية. بعد غزو العراق عام 2003، سرعان ما بدأت سلطة التحالف المؤقتة بإصدار العديد من الأوامر الملزمة لخصخصة الاقتصاد العراقي وفتحه أمام الاستثمار الأجنبي.
نُفذ الإصلاح الاقتصادي إلى جانب إصلاح المؤسسات الحكومية والنظام القانوني العراقي واستثمارات دولية كبيرة لإصلاح أو استبدال البنية التحتية المتضررة في العراق.
بينما حققت جهود الإصلاح بعض النجاحات، ظهرت مشاكل مع تنفيذ جهود إعادة إعمار العراق الممولة دوليًا. ويشمل ذلك الأمن الهش، والفساد المستشري، والتمويل غير الكافي، وضعف التنسيق بين الوكالات الدولية والمجتمعات المحلية.

## التخطيط

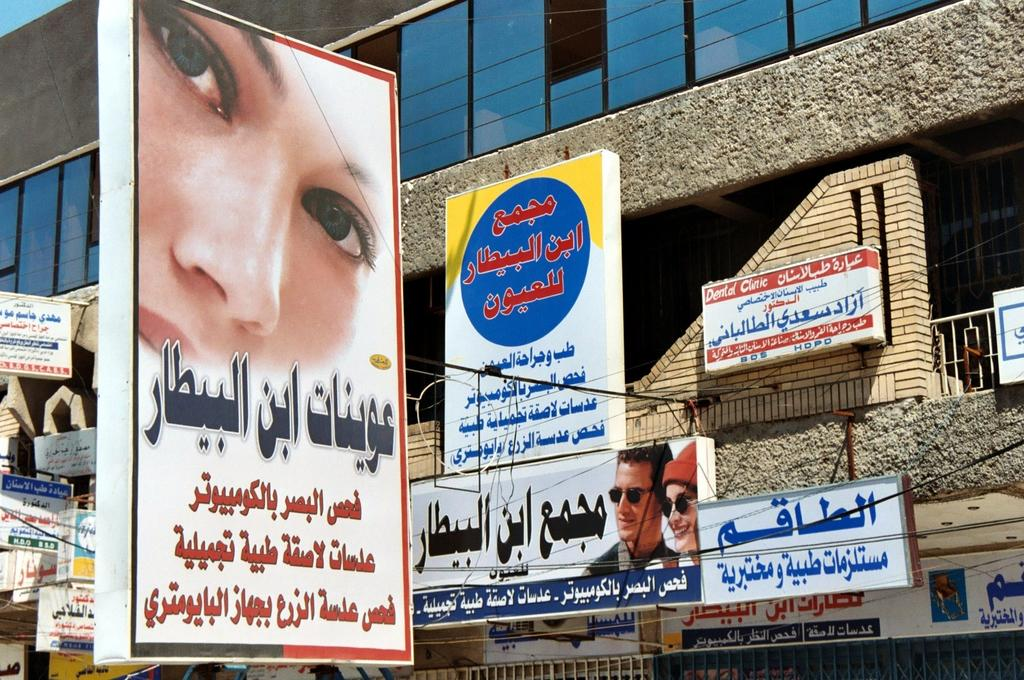
لافتات واجهة تجارية في وسط بغداد، العراق، أبريل 2005.

خطط بول بريمر، الرئيس التنفيذي لسلطة التحالف المؤقتة في العراق، لإعادة هيكلة الاقتصاد العراقي المملوك للدولة من خلال التفكير الحر في السوق. خفض بريمر معدل الضريبة على الشركات من حوالي 45٪ إلى معدل ضريبة ثابت بنسبة 15٪ وسمح للشركات الأجنبية بإعادة جميع الأرباح المحققة في العراق. أدت معارضة كبار المسؤولين العراقيين، إلى جانب الوضع الأمني السيئ، إلى عدم تنفيذ خطة بريمر للخصخصة خلال فترة ولايته، على الرغم من بقاء أوامره سارية. بالإضافة إلى ما يقرب من 200 شركة أخرى مملوكة للدولة، كان من المقرر أن تبدأ خصخصة صناعة النفط في وقت ما في أواخر عام 2005، على الرغم من معارضة اتحاد نقابات النفط في العراق.

## النفط
وضع الأمر 39 إطار عمل للخصخصة الكاملة في العراق، باستثناء "الاستخراج الأولي والمعالجة الأولية" للنفط، وسمح بملكية أجنبية بنسبة 100٪ للأصول العراقية. قانون النفط العراقي هو تشريع مقترح قُدم إلى مجلس النواب العراقي في مايو 2007.
لم تتوصل الحكومة العراقية بعد إلى اتفاق بشأن القانون. في يونيو 2008، أعلنت وزارة النفط العراقية عن خطط للمضي قدمًا في عقود صغيرة مدتها عام أو عامين بدون عطاءات مع شركات إكسون موبيل وشل وتوتال وبي بي - التي كانت في وقت من الأوقات شركاء في شركة نفط العراق - جنبًا إلى جنب مع شركة شيفرون والشركات الأصغر لخدمة أكبر حقول العراق. أُلغيت هذه الخطط في سبتمبر لأن المفاوضات تعثرت لفترة طويلة بحيث لا يمكن استكمال العمل في الإطار الزمني، وفقًا لوزير النفط العراقي حسين الشهرستاني. كما انتقد العديد من أعضاء مجلس الشيوخ الأمريكي الصفقة، بحجة أنها تعرقل جهود تمرير قانون النفط والغاز.
تضمنت حكومة بريمر الانتقالية شخصيات مقربة من إدارة جورج دبليو بوش، مثل عضو جماعة ضغط تجارة الحبوب دان أمستوتز ، الذي عُين مسؤولاً عن السياسة الزراعية في العراق.

## الاستثمار الأجنبي والتجارة
أمر سلطة الائتلاف المؤقتة رقم 39، المعنون "الاستثمار الأجنبي"، ينص على أنه "يحق للمستثمر الأجنبي القيام باستثمارات أجنبية في العراق بشروط لا تقل ملائمةً عن تلك المطبقة على المستثمر العراقي"، وأن "مبلغ المشاركة الأجنبية في الكيانات التجارية المشكلة حديثًا أو القائمة في العراق لن تكون محدودة. ." بالإضافة إلى ذلك، يحق للمستثمر الأجنبي "... أن يحول إلى الخارج دون تأخير جميع الأموال المرتبطة باستثماره الأجنبي، بما في ذلك الأسهم أو الأرباح وتوزيعات الأرباح. . . . "
يؤكد النقاد أن سلطة الائتلاف المؤقتة بموجب هذا الأمر غيرت الاقتصاد العراقي بشكل جذري، مما سمح فعليًا باستثمار أجنبي غير محدود وغير مقيد، ولم يضع أي قيود على تحويل الأرباح إلى الخارج. ومع ذلك، فإن هذه السياسات تتفق مع المعايير الدولية الحالية بشأن الاستثمار الأجنبي المباشر التي تلتزم بها معظم دول العالم المتقدم. وخلص الأمر إلى أنه "حيثما تنص اتفاقية دولية يكون العراق طرفاً فيها على شروط أفضل فيما يتعلق بالمستثمرين الأجانب الذين يقومون بأنشطة استثمارية في العراق، تُطبق الشروط الأكثر تفضيلاً بموجب الاتفاقية الدولية".
وفقًا لنقاد مثل نعومي كلاين، صُمم هذا الأمر لخلق بيئة مواتية للمستثمرين الأجانب قدر الإمكان، مما يسمح للشركات الأمريكية ومتعددة الجنسيات بالسيطرة على الاقتصاد العراقي. وقد أشارت الانتقادات الكبيرة إلى أن هذه السياسات معادية للديمقراطية بشكل أساسي، وأن مثل هذه القواعد لا يمكن أن تكون شرعية إلا إذا أقرتها حكومة عراقية منتخبة خالية من الاحتلال الأجنبي. يجادل آخرون بأن القواعد تجعل القانون الاقتصادي العراقي متوافقًا فقط مع المعايير الحديثة للتجارة الدولية، وأن الحكومة السابقة وقوانينها لم تكن شرعية ديمقراطيًا لأن حكومة صدام حسين لم تنتخب.
يمنح الأمر رقم 17 الصادر عن سلطة الائتلاف المؤقتة جميع المتعاقدين الأجانب العاملين في العراق حصانة من " الإجراءات القانونية العراقية"، مما يمنح بشكل فعال حصانة ضد أي نوع من الدعاوى، مدنية أو جنائية، عن الإجراءات التي يقوم بها المقاولون داخل العراق.
علق الأمر رقم 12 الصادر عن سلطة الائتلاف المؤقتة ، المعدل بالأمر رقم 54 ، جميع الرسوم الجمركية، وبالتالي أزال ميزة المنتجين العراقيين المحليين على المنتجين الأجانب. ومع ذلك، فقد أعيد فرض "ضريبة إعادة الإعمار" بنسبة 5٪ على جميع السلع المستوردة في وقت لاحق للمساعدة في تمويل مشاريع إعادة الإعمار التي بدأها العراق.

## تحصيل الضرائب
نص أمر سلطة الائتلاف المؤقتة رقم 49 على اقتطاع ضريبي للشركات العاملة داخل العراق. خفضت المعدل من 40٪ كحد أقصى إلى 15٪ كحد أقصى على الدخل. أعفيت الشركات العاملة مع سلطة الائتلاف المؤقتة من دفع أي ضريبة.

## الديون الخارجية
كان أحد التحديات الاقتصادية الرئيسية هو ديون العراق الخارجية الهائلة، المقدرة بنحو 130 مليار دولارًا. على الرغم من أن بعض هذه الديون مستمدة من عقود التصدير العادية التي فشل العراق في سدادها، إلا أن معظمها كان نتيجة للدعم العسكري والمالي أثناء حرب العراق مع إيران.
جادلت حملة اليوبيل في العراق بأن الكثير من هذه الديون كانت بغيضة (غير شرعية). ومع ذلك، بما أن مفهوم الديون البغيضة غير مقبول، فإن محاولة التعامل مع الديون بهذه الشروط كانت ستورط العراق في نزاعات قانونية لسنوات. قرر العراق التعامل مع ديونه بطريقة أكثر براغماتية وتوجه إلى نادي باريس من الدائنين الرسميين. أعاد العراق هيكلة ديونه مع الدائنين الرسميين والتجاريين بين عامي 2006 و 2008.

## تأثيرات
تقلص منذ ذروة عام 1980 الناتج المحلي الإجمالي الاسمي للعراق بشكل مطرد إلى 12.3 مليار دولار فقط في عام 2000. لكن رفع العقوبات بعد الإطاحة بصدام كان له أثر فوري. بلغ الناتج المحلي الإجمالي الاسمي 55.4 مليار دولار بحلول عام 2007 بسبب الزيادة في إنتاج النفط وكذلك الأسعار الدولية. قدر نمو الناتج المحلي الإجمالي الحقيقي بنحو 17 في المائة في عام 2006.
ورد في مقال نشرته مجلة نيوزويك إنترناشونال في كانون الأول (ديسمبر) 2006، أن دراسة أجرتها غلوبال إنسايت في لندن أظهرت "أن الحرب الأهلية أم لا، العراق لديه اقتصاد، و- أم كل المفاجآت- إنه يعمل بشكل جيد بشكل ملحوظ. العقارات مزدهرة. ووفقًا لـ [التقرير]، فإن قطاعات البناء وتجارة التجزئة والجملة تتمتع بصحة جيدة أيضًا. أبلغت غرفة التجارة الأمريكية عن 34000 شركة مسجلة في العراق، ارتفعت من 8000 قبل ثلاث سنوات. وشهدت مبيعات السيارات المستعملة وأجهزة التلفزيون والهواتف المحمولة ارتفاعا حادا. تتفاوت التقديرات، لكن واحدة من جلوبال إنسايت تضع نمو الناتج المحلي الإجمالي بنسبة 17 في المائة العام الماضي وتتوقع 13 في المائة لعام 2006. البنك الدولي لديه: 4 في المئة أقل هذا العام. ولكن في ضوء كل الاهتمام الذي يولى لتدهور الأمن، فإن الحقيقة المذهلة هي أن العراق ينمو على كليةً".
كان ممكن سرقة مابين 100,000 برميل لكل يوم (16,000 م3/ي) و 300,000 برميل لكل يوم (48,000 م3/ي) من إنتاج العراق من النفط المعلن على مدى السنوات الأربع الماضية، عن طريق الفساد أو التهريب، وفقًا لدراسة أمريكية بتاريخ 12 مايو / أيار 2007.

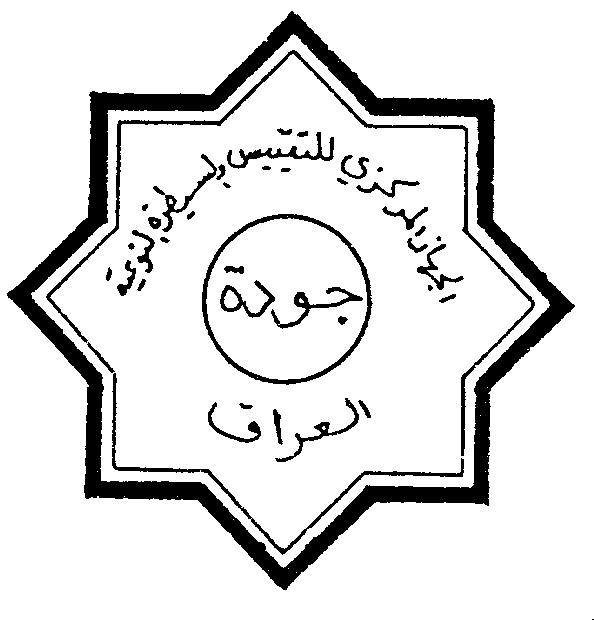
علامة الجودة الوطنية العراقية

ظهرت سوق متخصصة لعملة الدينار العراقي بسبب الإمكانات الاقتصادية للعراق. يستثمر المضاربون في الدينار العراقي على أمل الحصول على عائد بمجرد استقرار العراق كدولة. كما أدى اعتماد جيم كرامر في 20 أكتوبر / تشرين الأول 2009 على الدينار العراقي على قناة سي إن بي سي إلى زيادة الاهتمام بالاستثمار.

## مناقشة القانون الأخلاقي والدولي
يجادل منتقدو سلطة الائتلاف المؤقتة بأن هذه السياسات لم تكن مجرد محاولات فاضحة لتشكيل الاقتصاد العراقي بما يخدم مصالح المستثمرين الأمريكيين (وغيرهم) وضد مصالح العراقيين أنفسهم، بل إنها كانت أيضًا غير قانونية بموجب القانون الدولي (تحديدًا قرارات لاهاي). واتفاقيات جنيف) لأن القوة المحتلة ممنوعة من إعادة كتابة قوانين البلد المحتل.
جادلت سلطة الائتلاف المؤقتة بأن فرض الأمر 39 مسموح به بموجب قرار مجلس الأمن التابع للأمم المتحدة رقم 1483، لأنه يتطلب من سلطة الائتلاف المؤقتة "تعزيز رفاهية الشعب العراقي من خلال الإدارة الفعالة للأراضي"، وخلق "ظروف يمكن للشعب العراقي خلالها أن يقرر مستقبله السياسي بحرية". يقول أنصار هذا الموقف إن القرار 1483 يتطلب بالضرورة إعادة هيكلة اقتصادية جذرية، لذا فقد سمح باستثناء القانون الدولي فيما يتعلق بالاحتلال. ومع ذلك، يشير آخرون إلى أن القرار 1483 "يدعو جميع الأطراف المعنية إلى الامتثال للقانون الدولي، بما في ذلك على وجه الخصوص اتفاقيات جنيف لعام 1949"، والتي تتطلب من قوة الاحتلال احترام القوانين السارية في البلاد ما لم تُمنع تمامًا.

## أنظر أيضا
- معايير الانسحاب من العراق
- مجلس الأمن الدولي وحرب العراق
- الاستثمار في عراق ما بعد الغزو